# Mõtsküla
Koordinaten: 58° 13′ N, 27° 0′ O
Mõtsküla ist ein Dorf (estnisch küla) im Südosten Estlands. Es gehört zur Gemeinde Põlva (bis 2017 Ahja) im Kreis Põlva.
Das Dorf hat 66 Einwohner (Stand 31. Dezember 2011).